# Al McKibbon
Al McKibbon (1. ledna 1919 Chicago – 29. července 2005 Los Angeles) byl americký jazzový kontrabasista. V roce 1947 nahradil Raye Browna v kapele trumpetisty Dizzyho Gillespieho. Hrál s ním do roku 1950. Roku 1971 se podílel na albu The Giants of Jazz, na němž dále hráli Art Blakey, Dizzy Gillespie, Thelonious Monk, Sonny Stitt a Kai Winding. Během své kariéry spolupracoval s mnoha dalšími hudebníky, mezi něž patří například Miles Davis, Coleman Hawkins, George Shearing a Nat Adderley.